# إينياكي ويليامز
إينياكي ويليامز آرثر (تلفظ بالإسبانية: ‎/iˈɲaki ˈwiljans/‏؛ مواليد 15 يونيو 1994) هو لاعب كرة قدم غاني يلعب في مركز الهجوم مع أثلتيك بلباو.

## مسيرته الكروية
وُلِد ويليامز في بلباو، بيسكاي لأبوين من غانا (وصلوا إلى إسبانيا عن طريق عبور الصحراء سيرًا على الأقدام والقفز عبر السياج الحدودي في مليلية)، قضى ويليامز جزءًا كبيرًا من طفولته في بنبلونة  وكان يلعب كرة القدم للشباب مع اللاعبين المحليين بامبلونا عندما تم رصده من قبل أتلتيك بيلباو، الذي وقع معه في الإعداد للشباب في سن الـ18. قضى موسمه الأول مع فريق الشباب وترك انطباعًا كبيرًا، حيث سجل بمعدل هدف تقريبًا في المباراة (انتهى في الأخير بـ36 هدف)؛ أنهى الفريق في المركز الثاني في كأس الملك للشباب، وفي 25 يونيو 2013 وقع عقدًا جديدًا مع نادي الباسك، يستمر حتى عام 2017.
بدأ ويليامز 2013–14 باللعب مع فريق المزرعة باسكونيا الذي ينافس في الدوري الإسباني الدرجة الثالثة. بعد تعرضه لإصابة في الركبة في أغسطس، عاد إلى النشاط في أكتوبر، وشارك لأول مرة مع الفريق الأول وسجل هدفًا. تم استدعاؤه على الفور من قبل الاحتياط في الدوري الإسباني الدرجة الثانية ب وبحلول نهاية نفس الشهر لعب أول مباراة معهم وسجل أول أهدافه في هذا المستوى؛ أمضى الموسم بالتناوب بين كلا الفريقين.
في بداية 2014–15، سجل ويليامز هاتريك لأتلتيك بيلباو في الفوز 4–0 على أموريبايتا، وتبع ذلك في 7 سبتمبر 2014 بهاتريك آخر في الفوز 5–1 على ليوا. على الرغم من أنه لعب النصف الأول فقط من الموسم، إلا أن أهدافه الـ13 من 18 مباراة ساعدت الفريق على الصعود إلى الدوري الإسباني الدرجة الثانية ب.
في 6 ديسمبر 2014، بعد الاستفادة من إصابة أريتز أدوريز، شارك ويليامز مع فريقه الأول – والدوري الإسباني – لأول مرة، حيث لعب كأساسي في مباراة الخسارة 0–1 على أرضه ضد قرطبة. سجل هدفه الأول في 19 فبراير من العام التالي، حيث شارك كأساسي وساهم في التعادل 2–2 أمام تورينو في الدور 32 من الدوري الأوروبي، ليصبح أول لاعب أسود يسجل مع النادي. في 17 مايو 2015، سجل ويليامز هدفه الأول في دوري الدرجة الأولى، محققًا هدف الفوز في الدقيقة الأخيرة بفوزه 3–2 خارج ملعبه على إلتشي ليساعد أتلتيك على العودة من 0–2. بعد ثلاثة عشر يومًا، سجل هدفًا تعزية في الخسارة 1–3 أمام برشلونة في نهائي كأس الملك في كامب نو. غاب عن الفوز بكأس السوبر الإسباني 2015 ضد نفس المنافس بعد ثلاثة أشهر بسبب الإصابة.
سجل ويليامز ثنائية (قبل أن يهدر ركلة جزاء) في فوز أتلتيك 3–1 خارج أرضه على ريال بيتيس، في 1 نوفمبر 2015. كرر هذا العمل الفذ في المباراة التالية، على أرضه ضد بارتيزان في دور المجموعات في الدوري الأوروبي (5–1). سجل من «تسديدة رائعة» ليساعد في التغلب على إسبانيول 2–1 في سان ماميس.

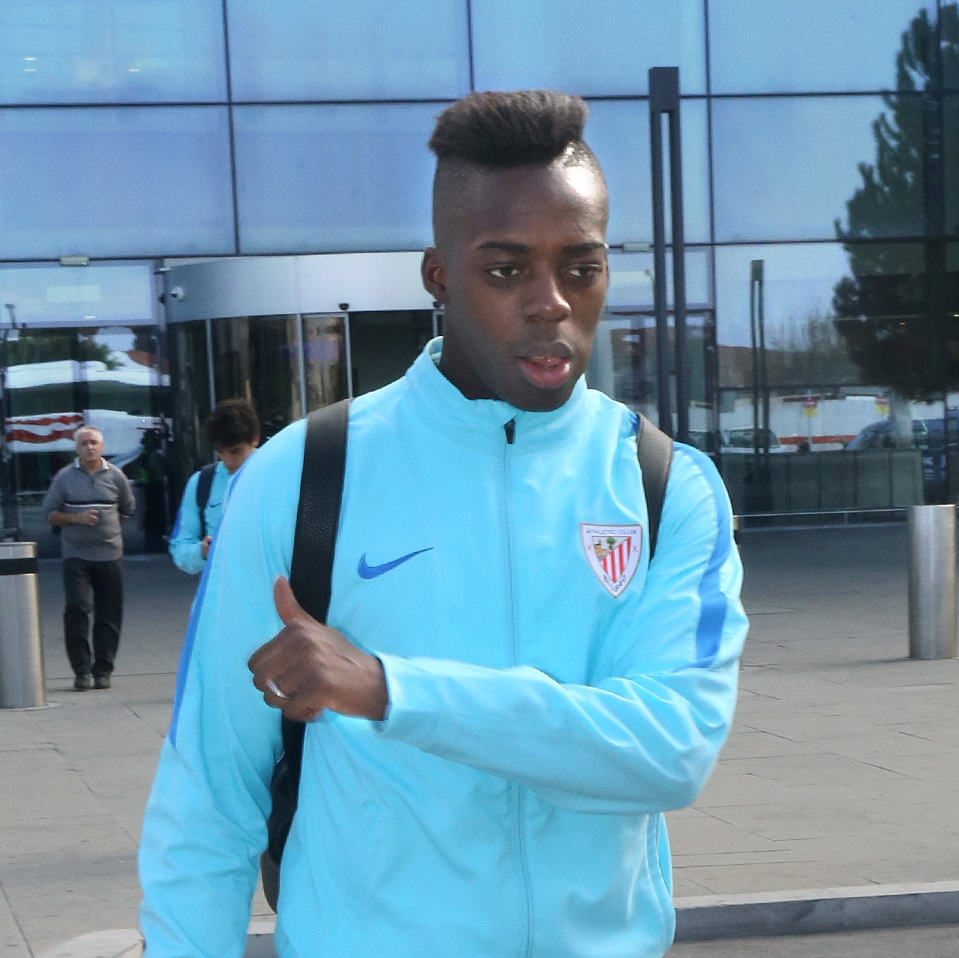
ويليامز مع أتلتيك بيلباو في 2015

في أواخر يناير 2016، بعد أن تم البحث عنه من قبل أندية مثل أرسنال وليفربول ومانشستر سيتي، وافق ويليامز على تمديد عقده حتى عام 2021. تضمنت الصفقة بند شراء بقيمة 50 مليون يورو. تم طرده في 6 فبراير في مباراة التعادل السلبي على أرضه أمام فياريال، جنبا إلى جنب مع الخصم دانييلي بونيرا.
خلال خريف 2017، سجل ويليامز أهدافًا مهمة في وقت متأخر في الدوري الأوروبي ضد أوسترسوند وهرتا برلين ليساعدة فريقه على احتلال صدارة المجموعة. في 17 يناير 2018، وافق على تجديد العقد، الذي يستمر حتى عام 2025 بشرط كسر العقد بقيمة 80 مليون يورو. في 13 يناير 2019، سجل ويليامز كلا الهدفين في الفوز 2–0 على أرضه في الدوري على إشبيلية، حيث هز الشباك في سان ماميس لأول مرة منذ 41 مباراة بالدوري (كان آخر هدف له في ديسمبر 2016). تم وصف هدفه الثاني، الذي يتضمن دورانًا وركضًا سريعًا من نصف ملعبه، بعيدًا عن حارس المرمى وإنهاء دقيق بسرعة عالية، بأنه «مذهل» – تم منحه لاحقًا جائزة هدف ماركا الذهبي لهذا الموسم. كانت المباراة أيضًا مشاركته رقم 100 على التوالي في الدوري، وخامس لاعب من أتلتيك يحقق هذا وأول لاعب من إسباني يفعل ذلك منذ فران في 1993؛ لأدائه، حصل على جائزة لاعب الشهر في الدوري الاسباني.
وقع ويليامز عقدًا مدته تسع سنوات في أغسطس 2019، مع شرط فسخ عقد بقيمة 135 مليون يورو. في وقت متأخر من نفس الشهر شارك كأساي وسجل في الفوز 2–0 في ديربي الباسك في مباراته الـ122 على التوالي في الدوري الإسباني، مسجلاً رقماً قياسياً جديداً في القرن الحادي والعشرين. في 24 نوفمبر، كرر هذا الإنجاز في الفوز 2–1 خارج أرضه على أوساسونا، حيث كسر 31 مباراة متتالية دون هزيمة من أصحاب الأرض في ملعب إل سادار. كانت المناسبة أيضًا ظهوره الـ133 على التوالي في المستوى الأعلى الإسباني، محققًا رقمًا قياسيًا جديدًا للنادي كان يحمله سابقًا كارميلو سيدرون.
في 17 يناير 2021، سجل ويليامز هدفًا من 20 مترًا في الأشواط الإضافي للفوز 3–2 على برشلونة في نهائي كأس السوبر الإسباني 2020–21.

## مسيرته الدولية
في 20 مارس 2015، تلقى ويليامز أول استدعاء دولي له، حيث تم اختياره في منتخب إسبانيا تحت 21 سنة من قبل ألبرت سيلاديس لمباريات ودية مع النرويج وبيلاروس. شارك لأول مرة في يوم 26 ضد السابق، ليحل محل الهداف منير الحدادي في الشوط الأول من الفوز الودية 2–0 في قرطاجنة.
كان ويليامز واحدًا من 11 لاعبًا احتياطيًا في تشكيلة إسبانيا بقيادة فيسنتي ديل بوسكي لبطولة أمم أوروبا 2016. في نفس الوقت تقريبًا، كان أيضًا مطمعًا للمنتخب الغاني من قبل الكشاف الإسباني جيرارد نوس. شارك لأول مرة مع المنتخب الأول في 29 مايو، ليحل محل زميله ماركو أسينسيو من الهزيمة الودية 3–1 أمام البوسنة والهرسك.
في 12 أكتوبر 2018، شارك ويليامز لأول مرة مع منتخب الباسك، حيث لعب 90 دقيقة كاملة من الفوز 4–2 على فنزويلا في ملعب مينديزوروتزا.

## حياته الشخصية
نيكو، شقيق ويليامز الأصغر، لاعب كرة قدم ومهاجم. هو أيضًا نشأ في أتلتيك بلباو.
كان ويليامز أحد نجوم المسلسل الوثائقي التلفزيوني أمازون برايم، ستة أحلام، تم تسجيله خلال موسم 2017–18.

## الإحصائيات

### النادي
آخر تحديث 17 يناير 2021.
| النادي          | الموسم   | الدوري                           | الدوري | الدوري  | الكأس  | الكأس   | قاري   | قاري    | أخرى   | أخرى    | المجموع | المجموع |
| النادي          | الموسم   | الدرجة                           | الظهور | الأهداف | الظهور | الأهداف | الظهور | الأهداف | الظهور | الأهداف | الظهور  | الأهداف |
| --------------- | -------- | -------------------------------- | ------ | ------- | ------ | ------- | ------ | ------- | ------ | ------- | ------- | ------- |
| باسكونيا        | 2013–14  | الدوري الإسباني الدرجة الثالثة   | 18     | 7       | —      | —       | —      | —       | —      | —       | 18      | 7       |
| أتلتيك بيلباو ب | 2013–14  | الدوري الإسباني الدرجة الثانية ب | 14     | 8       | —      | —       | —      | —       | —      | —       | 14      | 8       |
| أتلتيك بيلباو ب | 2014–15  | الدوري الإسباني الدرجة الثانية ب | 18     | 13      | —      | —       | —      | —       | —      | —       | 18      | 13      |
| أتلتيك بيلباو ب | المجموع  | المجموع                          | 32     | 21      | —      | —       | —      | —       | —      | —       | 32      | 21      |
| أتلتيك بيلباو   | 2014–15  | الدوري الإسباني                  | 19     | 1       | 4      | 1       | 2      | 1       | —      | —       | 25      | 3       |
| أتلتيك بيلباو   | 2015–16  | الدوري الإسباني                  | 25     | 8       | 5      | 3       | 7      | 2       | 0      | 0       | 37      | 13      |
| أتلتيك بيلباو   | 2016–17  | الدوري الإسباني                  | 38     | 5       | 3      | 2       | 8      | 1       | —      | —       | 49      | 8       |
| أتلتيك بيلباو   | 2017–18  | الدوري الإسباني                  | 38     | 7       | 1      | 0       | 13     | 3       | —      | —       | 52      | 10      |
| أتلتيك بيلباو   | 2018–19  | الدوري الإسباني                  | 38     | 12      | 3      | 2       | —      | —       | —      | —       | 41      | 14      |
| أتلتيك بيلباو   | 2019–20  | الدوري الإسباني                  | 38     | 6       | 7      | 3       | —      | —       | —      | —       | 45      | 9       |
| أتلتيك بيلباو   | 2020–21  | الدوري الإسباني                  | 18     | 4       | 0      | 0       | —      | —       | 2      | 1       | 20      | 5       |
| أتلتيك بيلباو   | المجموع  | المجموع                          | 214    | 43      | 23     | 11      | 30     | 7       | 2      | 1       | 269     | 62      |
| الإجمالي        | الإجمالي | الإجمالي                         | 264    | 71      | 23     | 11      | 30     | 7       | 2      | 1       | 319     | 90      |

1. 1 2 3 4 5 6  موقع أتلتيك بيلباو منح ويليامز هدفًا إضافيًا واحدًا ضد ليفانتي في الدوري الإسباني 2018–19؛ ومع ذلك، فقد تم تسجيله في تقرير المباراة الرسمي على أنه هدف ذاتي لايتور فرنانديز.
[51]
2. 1 2 3 4 5 6  موقع أتلتيك بيلباو منح ويليامز هدفًا إضافيًا واحدًا ضد برشلونة في ربع نهائي كأس ملك إسبانيا 2019–20، كما ورد في تقارير إعلامية عديدة عن المباراة؛[52][53] ومع ذلك، فقد تم تسجيله في تقرير المباراة الرسمي كهدف ذاتي لسيرجيو بوسكيتس،[54] مع لقطات فيديو للهدف غير حاسمة.[55]

## الإنجازات
أتلتيك بيلباو
- كأس السوبر الإسباني: 2020–21[39]

 إسبانيا تحت 21 سنة
- بطولة أمم أوروبا تحت 21 سنة الوصيف: 2017[56]

الفردية
- لاعب الشهر في الدوري الإسباني: يناير 2019[33]
- الهدف الذهبي للموسم: 2018–19[31]

## وصلات خارجية
- إينياكي ويليامز على موقع الاتحاد الأوربي (الإنجليزية)
- إينياكي ويليامز على موقع قاعدة بيانات كرة القدم.إي يو (الإنجليزية)
- إينياكي ويليامز على موقع ليكيب (الفرنسية)
- إينياكي ويليامز على موقع ناشيونال فوتبول تيمز (الإنجليزية)
- إينياكي ويليامز على موقع Soccerbase.com (لاعب) (الإنجليزية)
- إينياكي ويليامز على موقع Soccerway.com (الإنجليزية)
- إينياكي ويليامز على موقع عالم كرة القدم.نت (الإنجليزية)
- إينياكي ويليامز على موقع AS.com (الإسبانية)